# Stadion Turana Daszoguz
Stadion Turana Daszoguz – wielofunkcyjny stadion w Daszoguzie, w Turkmenistanie. Swoje mecze rozgrywa na nim drużyna Turan Daszoguz. Obiekt może pomieścić 12 000 widzów.